# Sintoísmo estatal

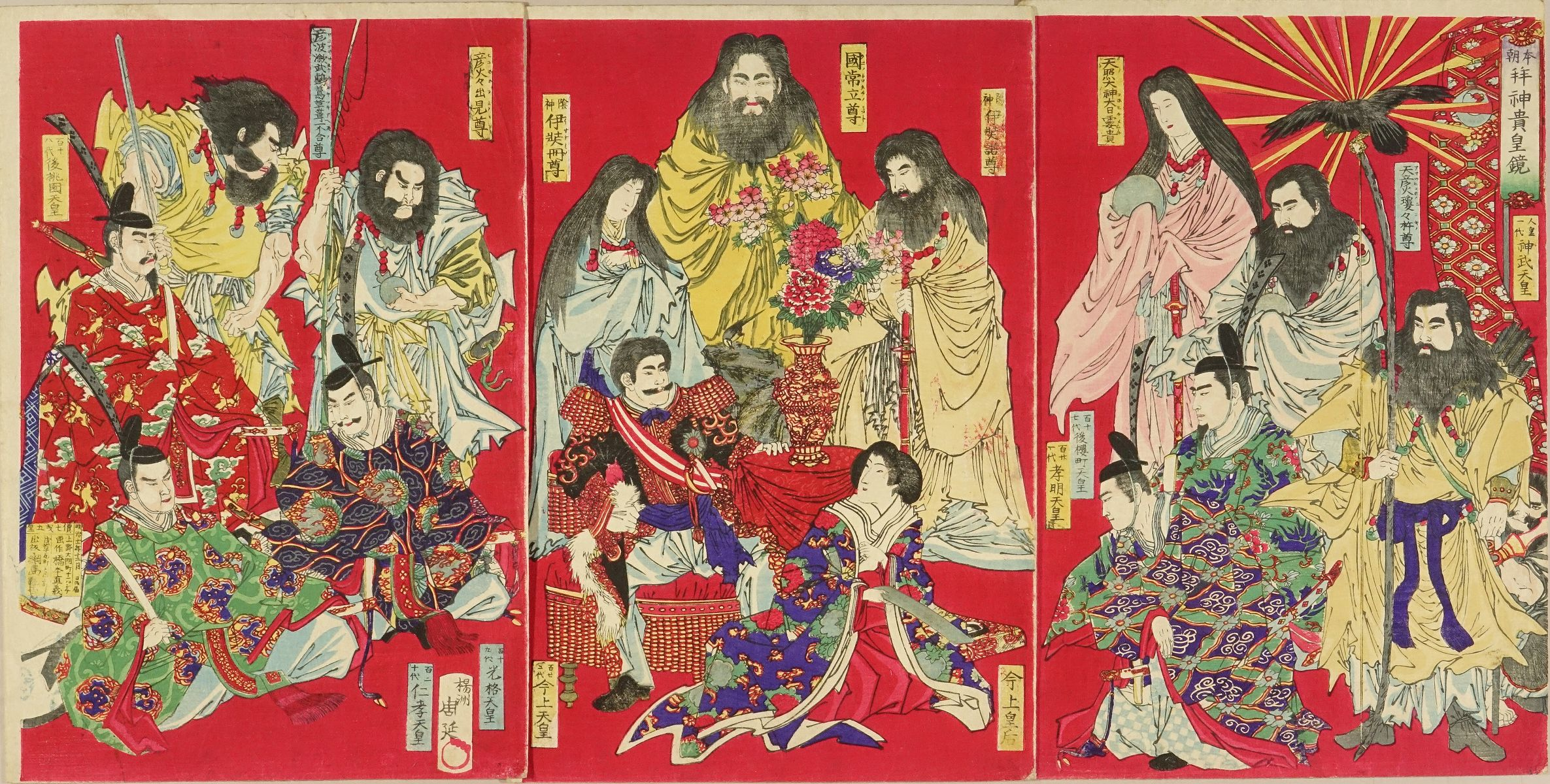
Grabado de Toyohara Chikanobu (1838 - 1912), hecho en 1878, mostrando al Emperador Meiji (sentado en el centro) y su esposa la Emperatriz Shōken (sentada a su lado). Los acompañan en la parte superior (de izquierda a derecha) los kami Izanami, Kunitokotatchi e Izanagi. A su derecha los acompañan los kami Amaterasu (en la parte superior, cargando los Tesoros Sagrados), Ninigi (nieto de Amaterasu, a la derecha de esta) y el Emperador Jinmu (1º Emperador de Japón, portando el arco coronado con el águila), junto con la Emperatriz Go-Sakuramachi (117º Emperador, a la izquierda del Emperador Jinmu y dibujado como varón en el grabado) y el Emperador Kōmei (Emperador, a la izquierda de la Emperatriz Go-Sakuramachi). A su izquierda lo acompañan los kami Hiko-hohodemi (hijo de Ninigi y abuelo del Emperador Jinmu, vestido de blanco) y Ugayafukiaezu (nieto de Ninigi y padre del Emperador Jinmu, vestido de amarillo), así como el Emperador Go-Momozono (118.º Emperador, vestido de rojo), el Emperador Kōkaku (119.º Emperador, vestido de negro) y el Emperador Ninkō (120.º Emperador, vestido de verde). Durante la institución del sintoísmo estatal se promocionó y se elevó la divinidad del Emperador, como esencia de la unidad de la nación, creando un árbol genealógico que se remonta hasta el primer emperador y de ahí a las deidades más importantes de la mitología japonesa.

El sintoísmo estatal (国家神道 Kokka Shintō?) fue la denominación de la ideología promovida por el gobierno de Japón, desde comienzos de la era Meiji hasta su derrota en la Segunda Guerra Mundial y que se basaba inicialmente en la práctica sostenida del sintoísmo, con la fusión de los ritos realizados en la Corte Imperial y los realizados en los santuarios, y que se transformó en la religión de Estado del Imperio de Japón. Dicha ideología tuvo un carácter nacionalista con la reconstrucción de las originales y puras costumbres nacionales antes de la llegada de los sistemas de creencias de fe extranjeros (budismo, confucianismo, taoísmo, cristianismo) a Japón. Sin embargo, existen discrepancias sobre si el sintoísmo estatal, es propiamente una religión independiente ya que no están claramente comprobados tanto históricamente como en el ámbito religioso-científico; y más bien se centraba en una orden moral, ética y respeto con tintes de misticismo. Según el historiador Kuroda Toshio, la concepción del sintoísmo como una religión nativa sólo se desarrolló con la aparición del Kokugaku por Motoori Norinaga. Esta opinión, no obstante, no está considerada bajo algunas circunstancias sobre la delimitación del sintoísmo como religión o como una costumbre secular.
El término «sintoísmo estatal» no fue originalmente un término japonés, y comenzó a mencionarse a finales del siglo XIX fuera de Japón por japonólogos extranjeros. Su traducción al idioma japonés no se hizo oficial hasta haber finalizado la Segunda Guerra Mundial, para describir en un sentido amplio estos ideales, ritos e instituciones sintoístas creados por el gobierno para promover la divinidad del Emperador de Japón y la identidad nacional japonesa (kokutai) y distinguirla del sintoísmo practicado desde la posguerra hasta hoy en día, convertida en una de las tantas religiones que existen en Japón y que sólo se limita a los santuarios. Con la promulgación de la Directiva Sintoísta (神道指令 Shintō Shirei?) del 15 de diciembre de 1945, el sintoísmo estatal fue definido de manera clara en dicho documento como «la rama del sintoísmo que se diferencia por ley del sintoísmo de secta». Los edictos y disposiciones administrativas que inspiraron a la creación del sintoísmo estatal como tal fueron:
1. La separación en 1882 de los roles de misioneros del Estado y de los sacerdotes sintoístas, que predicaban bajo la idea de que los santuarios eran entidades no religiosas;
2. La creación de la Oficina Sintoísta (神社局 Jinja kyoku?) en 1900 que disgregaba la administración de los santuarios de otras instituciones religiosas.

Como consecuencia de estas dos iniciativas administrativas, el sintoísmo de santuario (神社神道 Jinja Shintō?) fue considerado como sinónimo del sintoísmo estatal o del sintoísmo nacional, y la supervisión y administración de los santuarios y ritos sintoístas eran un asunto nacional de gran importancia. Entre las medidas administrativas más sobresalientes involucraron la fundación de un sistema de santuarios imperiales y nacionales (官国幣社 Kankoku Heisha?) a partir de los fondos estatales, la presentación de ofrendas (神饌 shinsen?) a santuarios municipales, prefecturales y de otros tipos, y la sistematización de ritos y sacerdotes de los santuarios sintoístas. Estos sistemas se mantuvieron a través de la promulgación de leyes y medidas administrativas de varias clases, pero técnicamente no había un marco legal sistemático oficial que los definiese totalmente. Más bien, los sistemas se formaron a través de la promulgación de una serie de leyes individuales y estrategias administrativas. En consecuencia, el sintoísmo estatal fue en términos de su marco legal extremadamente inestable. De hecho, el gobierno buscó de manera sostenida la unificación de los diferentes sistemas de santuarios y conformar un marco legal universal, pero fue en vano. Como parte de sus esfuerzos de crear un sistema unificado, el gobierno también convocó numerosos comités de investigación. El más importante fue el Comité de Investigación del Sistema de Santuarios (神社制度調査会 Jinja Seido Chōsakai?) establecido en 1929, que buscaba conducir una revisión drástica de las disposiciones administrativas a los santuarios. Entre las propuestas, se apoyaba la administración de santuarios como el santuario Yasukuni por un lado y la creación del Instituto de Deidades (神祇院 Jingiin?) por el otro.
En 1868, con el establecimiento del gobierno Meiji, se estableció la libertad de culto con ciertas condiciones y conformó un organismo gubernamental que concentró todos los asuntos religiosos y su administración con el fin de hacer cumplir la orden gubernamental de separar el budismo del sintoísmo; posteriormente en 1871, todos los santuarios sintoístas en Japón se convirtieron en propiedad del gobierno central (subordinados al Ministerio del Interior o al Ministerio de Educación). Luego de la rendición japonesa en la Segunda Guerra Mundial, el Comandante Supremo de las Fuerzas Aliadas disolvió este complejo sistema, poniendo fin al sintoísmo estatal.

## Antecedentes

### Antes de las reformas Taika

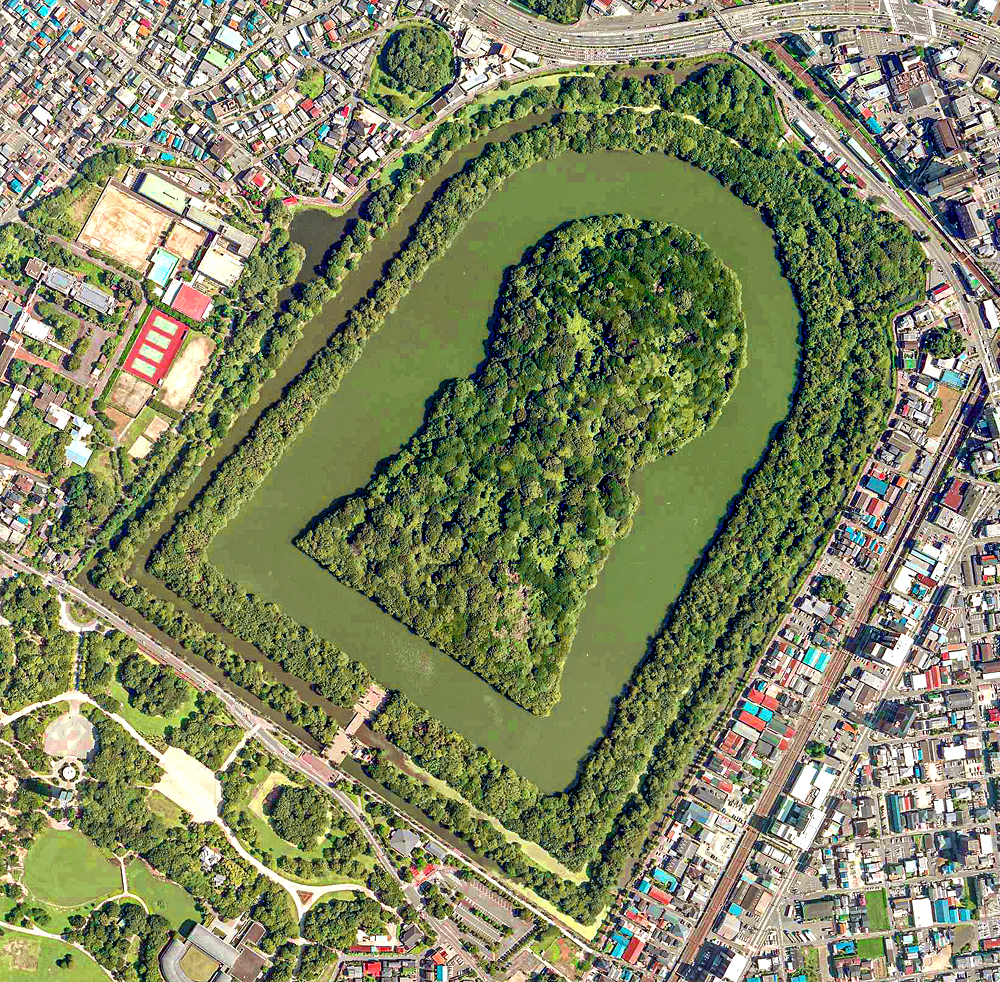
Kofun dedicado al Emperador Nintoku, construido en el y considerado la mayor tumba funeraria de Japón y del mundo. Los Kofun fueron una de las primeras manifestaciones de una relación íntima entre el poder político en Japón y la fe religiosa del país.

Previo a la aparición de los escritos más antiguos en Japón, el Kojiki y el Nihonshoki, escritos a inicios del siglo VIII y que son la base del sintoísmo y de los santuarios sintoístas, se describían muchas inconsistencias, ya que existía una mezcla de hechos históricos y mitológicos. Además, escritos extranjeros como el chino Wei Zhi en el Período de los Tres Reinos (escrito a finales del siglo III), develaron algunas circunstancias políticas del Antiguo Japón.
Durante la era Yayoi (300 a. C.-300) se introduce la agricultura (basada en la cosecha del arroz) y la metalurgia proveniente desde el continente asiático; y con ello se desarrolló una costumbre religiosa en Japón. Con la metalurgia, se confeccionaban las espadas de bronce y espejos que se usaban para ritos religiosos; con la agricultura, se desarrollaron ritos que tenían como fin pedirle a las deidades, conocidas como kami (神?), para que se produjeran buenas cosechas; también se hacían ofrendas con bebidas y alimentos, y huesos como oráculos. Dichas costumbres fueron las predecesoras del sintoísmo (神道 Shintō?,  literalmente ‘el camino de los deidades’).
En este período también comenzaron a surgir pequeños estados o «reinos» (según el Wei Zhi existieron alrededor de cien) y desencadenó una importante relación íntima entre los clanes japoneses (氏 uji?) que gobernaban esos Estados y los sitios rituales, que serían los predecesores de los santuarios sintoístas; ya que cada clan poseía su propia deidad tutelar, conocido también como ujigami (氏神?). Esto generaba respeto y admiración tanto al sitio ritual que poseía a la deidad como al clan que lo representaba.
A medida que se consolidaba y se jerarquizaba el poder durante la era Yamato (300‑593), los santuarios se favorecieron como principales lugares de adoración del kami del clan, cuya influencia crecía a medida que el clan dominaba áreas más grandes y más personas estarían subordinados a adorarlos, teniendo un mayor significado geopolítico. La construcción de los kofun (古墳?), túmulos funerarios que contenían espadas, joyas (magatama) y espejos (objetos asociados íntimamente con las Insignias Imperiales de Japón); tenía por objetivo reflejar la magnitud del poder de los gobernantes: mientras mayor era su riqueza y poder político, mayor era el tamaño del kofun.
Con este escenario, el establecimiento y consolidación del clan Yamato entre los demás Estados como clan dominante, lo ubicó como la autoridad central del Estado japonés a comienzos del siglo IV. Durante este período se estableció el Santuario de Ise, que es mencionado de manera legítima durante el reinado del Emperador Yūryaku como el lugar más sagrado e importante del sintoísmo. Desde el reinado del Emperador Sujin, una princesa de la Familia Imperial Japonesa que no contraía el matrimonio, llamada Saiō (斎王?), tenía el rango de Suma Sacerdotisa del santuario. También en dicho lugar, residía desde tiempos inmemorables e inclusive se conserva ahí hasta hoy en día, una de las tres Insignias Imperiales, el espejo sagrado llamado Yata no Kagami, necesario en la ascensión del Emperador de Japón.
La actividad del sintoísmo en estos tiempos tenía dos partes: una circunscrita a cada comunidad, con ceremonias que se celebraban en días especiales y con ceremonias relativas a la agricultura; y otra relativa con la vida política y religiosa del clan dominante.
No obstante, una nueva oleada continental proveniente desde Corea a mediados del siglo VI, se introdujo el budismo a Japón (según el Nihonshoki fue en 552, según algunos expertos en 538), como consecuencia de la difusión de esta religión por Asia. El clan Soga se volvió defensor de la difusión del budismo en el país, mientras que el clan Mononobe y el clan Nakatomi declararon que aceptar una religión extranjera podría causar una ofensa a las deidades nativas y por ende erosionar al sintoísmo. Luego de una guerra civil en donde el clan Mononobe fue derrotado, el budismo se arraigó en el clan Yamato y la Emperatriz Suiko fue la primera gobernante imperial que aceptó dicha religión. Su regente, el Príncipe Shotoku, fue el principal difusor del budismo en Japón, en un período que se conocería como era Asuka (593‑710), en el que lentamente se centralizaría la nación en manos del clan Yamato.

### Desde las reformas Taika

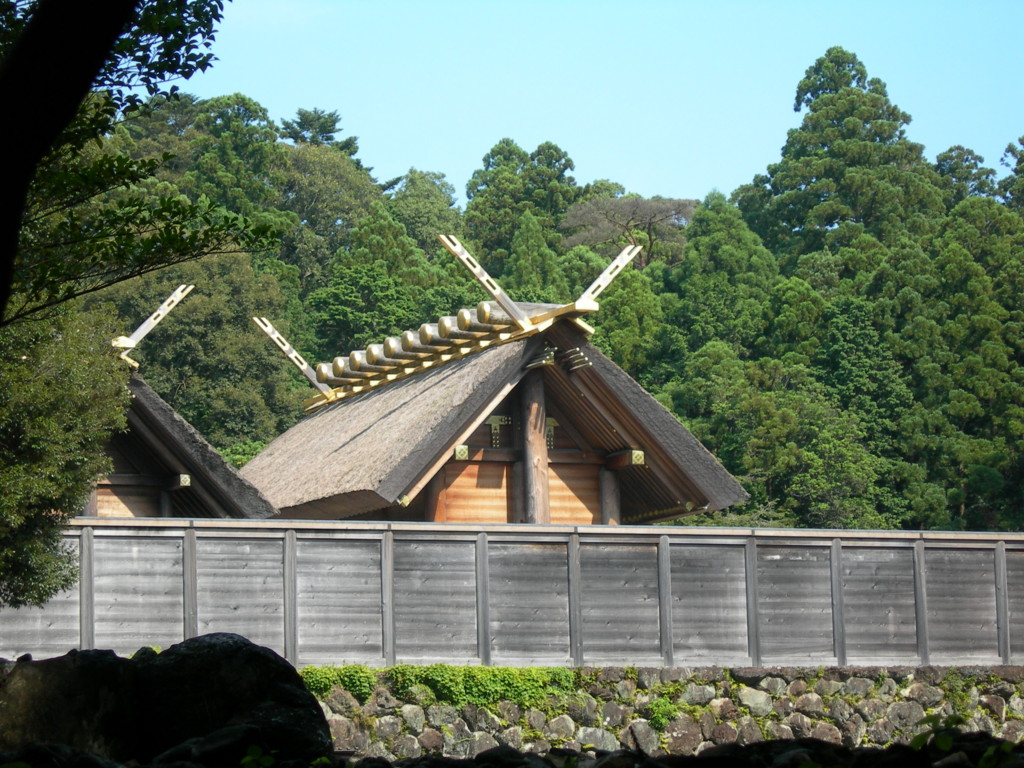
Vista del Santuario Principal de Naikū, la zona más sagrada del Santuario de Ise, considerado el lugar más sagrado del sintoísmo. El santuario de Ise estuvo en la cima de la estructura jerárquica burocrático-religiosa desde tiempos inmemoriales; y fue reforzado su papel durante la institución del sintoísmo estatal en la era Meiji.

Las reformas Taika, promulgadas en 645 e inspiradas en el confucianismo y otras corrientes filosóficas chinas, dieron fin al período de dominio de los clanes y justificaron la formación de un imperio centralizado japonés con el Emperador como la principal autoridad, que gobernaría las recién creadas provincias y distritos de Japón; imitando los modelos políticos, sociales y culturales de la China Imperial. Al mismo tiempo, con el establecimiento de estas disposiciones legales se estableció de manera formal el Estado-nación japonés y además se especificaron varias regulaciones para la práctica del sintoísmo, que en ese momento comenzó a sistematizarse y a sincretizarse paulatinamente con el budismo y el confucianismo —a través de los preceptos morales del tsumi (詰み?   ‘obstáculos en la vida’) y del kegare (汚れ?   ‘impureza’)—.
Las disposiciones legales del Código Taihō de 701 y del Código Yōrō de 708 también fueron particularmente importantes en esta conexión ya que justificaban la creación de una oficina central de adoración de los kami, llamada Jingikan (神祇官?). El Jingikan fue administrado por los clanes Nakatomi, Imbe y Urabe, y aglutinó un sistema de santuarios (alrededor de 3000 a comienzos del siglo X) en el que los feligreses ofrendaban en beneficio del Estado.
Durante la era Nara (710‑794), el sintoísmo se cristalizó como un sistema religioso imperial, con una constante interacción con el budismo y el confucianismo. Para legitimar la autoridad imperial, basado en una mezcla de hechos históricos, mitológicos, rituales y religiosos se compilaron las crónicas Kojiki (古事記?) en 712 y el Nihonshoki (日本書紀?) en 720, en donde se reseña la mitología japonesa y en donde la estructura del panteón sintoísta estaba conectada con la estructura sociopolítica en ese momento: los diferentes clanes que formaban la Familia Imperial Japonesa tenían como ancestros a diversas deidades sintoístas. Por otra parte, durante este período, los templos budistas comenzaron a ser edificados próximos a los santuarios sintoístas, y fueron conocidos como Jingūji (神宮寺?   ‘santuario-templo’); adicionalmente, los monjes budistas buscaban la salvación a través de los kami y leían las sutras budistas en frente de los santuarios. Con esta ayuda, algunos kami recibieron el título budista de bodhisattva, por ejemplo con Hachiman en 783.
También en este período, se promulga el Jingiryō (神祇令?   ‘Código sobre los kami del cielo y de la tierra’), que contiene instrucciones concretas para las ceremonias, celebraciones y asuntos administrativos de los santuarios. El Denryō (田令?   ‘Código sobre la reforma agraria’) hizo excepciones especiales para los santuarios y templos con los arrendamientos que se excedían de los seis años, que era el tiempo límite.
Los rituales sintoístas celebrados por la Familia Imperial y por los miembros más altos de la aristocracia fueron codificados durante la primera mitad de la era Heian (794‑1192). Se promulgaron códigos como el Kōninshiki (弘仁式?) en 820, el Jōganshiki (貞観式?) entre 869 y 871; y posteriormente en 927 el Engikyaku (延喜脚?) y el Engishiki (延喜式?), siendo esta última la más relevante de todas.
El Engishiki es un compendio de reglas y procedimientos para implementar las leyes penales, administrativas y suplementarias dentro del entramado burocrático de la era Heian, descrito en cincuenta capítulos. Los diez primeros capítulos están dedicados al funcionamiento del Jingikan (comprende una tercera parte del código), y específicamente se divide de la siguiente manera:
- Ritos de las Cuatro Estaciones (Capítulos 1 y 2): proveen protocolos sobre diversos festivales anuales y especifica reglas sobre la variedad y cantidad de ofrendas;
- Ritos Extraordinarios (Capítulo 3): reglamenta las ofrendas en ceremonias realizadas de manera ocasional o extraordinaria;
- Gran Santuario de Ise (Capítulo 4): lista las regulaciones en dicho santuario;
- Oficio de la Princesa Consagrada o Saigū (斎宮?) (Capítulo 5): reglamenta los procedimientos que debe atender la princesa que sirve a las deidades del Santuario de Ise;
- Oficio de la Princesa Consagrada de los Santuarios Kamo (Capítulo 6): reglamenta los procedimientos que debe atender la princesa que sirve a las deidades de los Santuarios Kamo;
- Sucesión y Gran Rito de la Prueba de las Nuevas Frutas o Daijōsai (Capítulo 7): codifica el protocolo de este importante rito, que sólo es realizado cuando el Emperador asciende al trono;
- Oraciones a los kami o Norito (祝詞?) (Capítulo 8): lista 27 oraciones usadas en la liturgia sintoísta;
- Registro de los kami  o Jinmyōchō (Capítulos 9 y 10): lista la clasificación que tendrían los santuarios sintoístas.

En este registro se listarían los nombres de los 2861 ‘santuarios del gobierno central’ (官社 Kansha?) que recibirían las ofrendas a los kami de parte de un oficial imperial llamado Kanpei (官幣?) que asistiría en el festival anual de la primavera o Kinensai (祈年祭?). La cantidad de deidades santificadas en los Kansha, conocidos como Tenjin Chigi (天神地祇?   ‘deidades del cielo y de la tierra’), según el Engishiki, totalizaban unos 3132 kami. Todos los Kansha fueron clasificados por provincia y distrito.
Otro oficial similar (kokuhei), establecido en 798 se encargaba de los grandes santuarios provinciales (luego en los santuarios nacionales y personas del santuario (kokuheisha)) y a los gobernadores de provincias. Es así que el sintoísmo imperial ganó el estatus de una religión coherente, con un sistema de mitos, rituales, linajes sacerdotales y santuarios.

### Durante el shogunato
En 1185, Minamoto no Yoritomo dio inicio al gobierno militar del shogunato, y durante este período no hubo cambios políticos significativos en el sintoísmo. Los privilegios legales de los santuarios tuvieron que ver con el desarrollo del shōen, pero éstos no fueron trastocados por los shogun.
Mientras tanto, el sintoísmo como fe religiosa (al igual a lo sucedido con la tradición Bön en el Tíbet), sufría un mayor grado de sincretismo con el budismo, en donde la adoración a los kami era equivalente a la admiración a Buda y viceversa, por lo tanto las prácticas y rituales se mezclaron. Durante este período, el sintoísmo comienza a tomar divergencia en tres ramas: una muy asociada con las escuelas budistas del Tendaishū (con el Sintoísmo Sanno y el Sintoísmo Sanno Ichijitsu) y Shingon (con el Sintoísmo Ryōbu); una asociada con las tradiciones de santuarios como en el Santuario Kumano Sanzan, el Santuario Iwashimuzu Hachiman y el Santuario Kasuga; y por último, una asociada con los tratados escritos por sacerdotes sintoístas, siguiendo la tradición imperial sintoísta como una reacción a la influencia budista en la fe, tales como el Sintoísmo Watarai del Santuario de Ise y el Sintoísmo Yuiitsu del Santuario Yoshida.
Durante el dominio del shogun Ashikaga Yoshimasa, a mediados del siglo XV, se da inicio con varias guerras civiles (tales como la Guerra Ōnin) y las disputas internas del poder imperial crearon un cisma en el gobierno central, provocando una controversia en la que los santuarios sintoístas y templos budistas asociados a cada facción eran destruidos. Es en esta época que aparece el Sintoísmo Yoshida, una rama fundada por Yoshida Kanetomo (1435‑1511) en la que por primera vez se usa el término «sintoísmo» en una autodenominación propia de la religión y que volvería a ser aplicada en la restauración Meiji. Los conflictos militares terminaron con el dominio de Toyotomi Hideyoshi, a finales del siglo XVI. En este período se da el proceso de reconstrucción del poder central y que finalizaría en 1635 con el establecimiento de un mecanismo religioso-político de autoridades municipales sobre los templos y santuarios llamado jisha bugyō (寺社奉行?). Esta institución del shogunato determinó sobre una nueva jerarquía piramidal de templos y santuarios principales y subsidiarios conocido como honmatsu seido (本末制度?   ‘sistema principal-último’) que reformaría los estándares legales y las bases de las prácticas religiosas.
A comienzos del siglo XVII, en él se realizó la purga del cristianismo en Japón, se adoptó un sistema de censo (véase fumie) que se convirtió en una práctica difundida en los templos budistas conocido como terauke seido (寺請制度?   ‘sistema de confirmaciones en templos’). Este sistema obligaba a cada japonés a registrar su fe en un templo (y a cambio recibía un certificado que confirmaba que no era cristiano). En casos especiales, algunas familias de samurái y cortesanos se les permitió censarse en los santuarios sintoístas.

## La era Meiji

### La Restauración Meiji: Sintoísmo Hirata,Shinbutsu Bunriy elJingikan

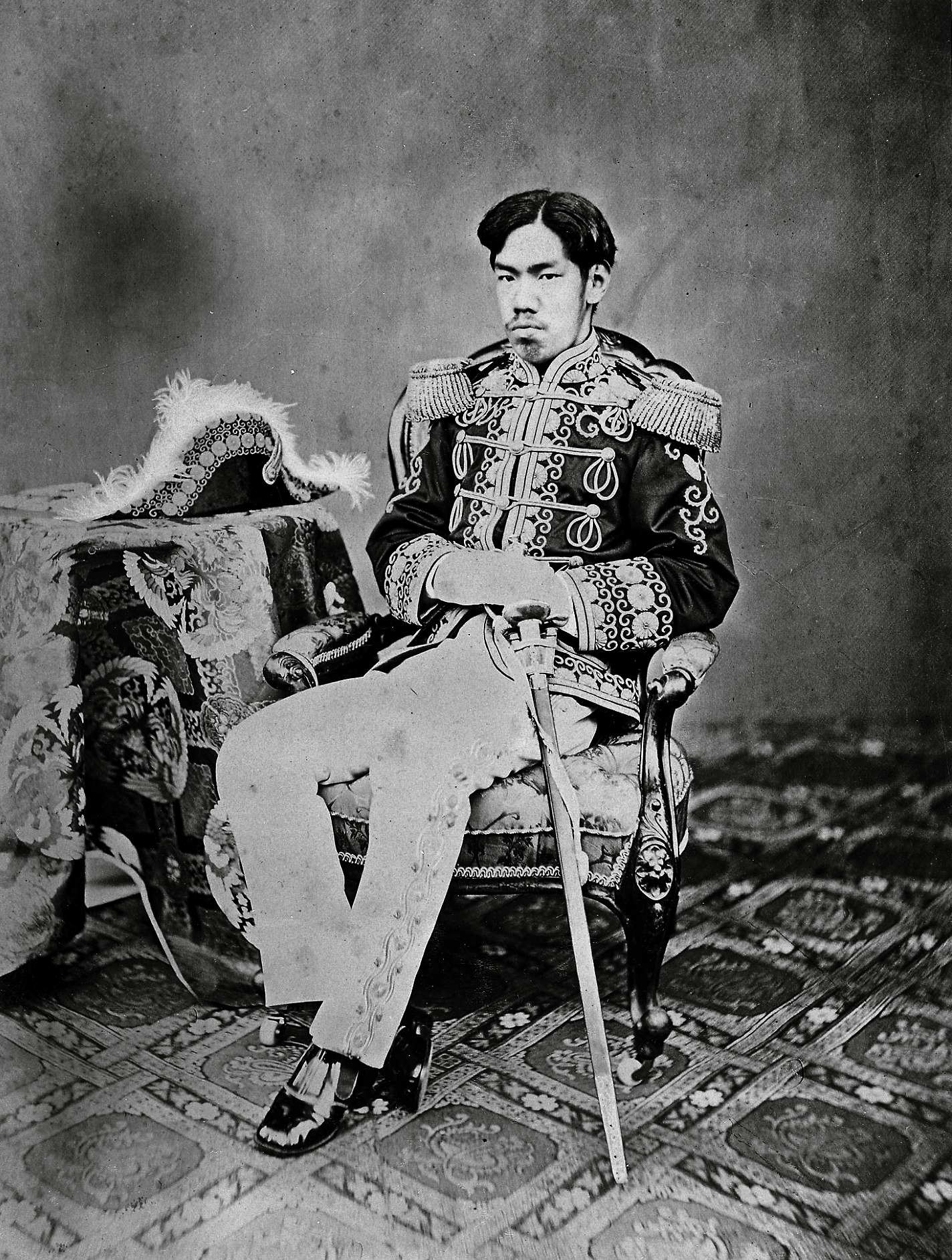
El Emperador Meiji ataviado con uniforme militar (1873).

Con el inicio de la Restauración Meiji, en la que el dominio de Japón estaría regido bajo la figura simbólica del Emperador (Tennō) dentro del nuevo Imperio de Japón, estuvo caracterizado por una serie de guerras civiles. Particularmente, se estableció en 1869 el Santuario Yasukuni, que rendiría la memoria de quienes perdieron la vida durante la Guerra Boshin. Este santuario ha generado hasta hoy en día la admiración hacia todos los militares japoneses que murieron luchando por su país.
Desde el comienzo de la restauración, el sintoísmo se convirtió en el agente ideológico catalizador en las reformas políticas, que tenían como objetivo el restablecimiento del imperio japonés haciendo referencia a la descendencia directa del Tennō con el legendario Emperador Jinmu, fundador mítico de Japón.
También surgió de manera particular una demanda del grupo parlamentario sintoísta Hirata, una facción religiosa que seguía los preceptos del erudito Kokugaku de la era Edo Hirata Atsutane (1776‑1843). Esta demanda consistía en el estudio filológico de la literatura nacional clásica japonesa, el rescate del sintoísmo original y puro, sin la influencia que causó el pensamiento budista y confucianista y la creación de una relación entre la religión y el Estado con el retorno de las prácticas tradicionales adorando al emperador como un kami, ya que el sintoísmo era el único agente que unificaría y centralizaría la nación, para conseguir la modernización del país. Un fundamento mitológico del núcleo ideológico de la política nacional, aceptado de manera radical (conocido como kokutai y traducido como ‘identidad nacional’, ‘política nacional’, ‘entidad nacional’ o ‘base para la soberanía del emperador’) se extrae del Nihonshoki, en donde la diosa del sol Amaterasu Ōmikami, una de las deidades más significativas del panteón sintoísta le otorgó el mandato a su descendiente, el Emperador Jinmu, sobre el archipiélago japonés.
El gobierno Meiji convirtió estas demandas en la autoproclamada restauración sintoísta (復古神道 Fukko Shintō?). Adicionalmente, en febrero de 1868, en el primer año de la restauración, se promulgó el Shinbutsu bunri (神仏分離?), que obligaba la separación del sintoísmo y del budismo, que se habían sincretizado tras la llegada del budismo a Japón en el siglo VI. Hasta 1868, los templos budistas y los santuarios sintoístas estuvieron íntimamente relacionados tanto religiosamente como filosóficamente (véase Shinbutsu shūgō). Con las leyes del Shinbutsu bunri hicieron que esta interdependencia fuera legalmente suspendida y se prescribió la separación legal de los templos y santuarios. En el contexto de esta legislación, surgió una supresión pública y nacional de manera significativa del budismo en Japón. También los mecanismos y tareas religiosas (como los funerales) fueron transferidos legalmente poco a poco del budismo al sintoísmo.
También en 1868, y siguiendo las recomendaciones de Hirata Kanetane (1801‑1882), se restituyó el Jingikan, establecido por el Código Yōrō de la era Nara. Su tarea fue la determinación de las reglas administrativas y legales del sintoísmo estatal, entre ellos la nacionalización de las propiedades sintoístas, la abolición del carácter hereditario de los sacerdotes y la introducción de un sistema de rangos obligatorios de sacerdotes y santuarios. A mediados de 1868, tanto el Santuario de Ise, así como en los santuarios mayores (Taisha) y en los santuarios especiales que eran consagrados por los mensajeros imperiales (Chokusaisha) estarían subordinados directamente al Jingikan, mientras que los santuarios restantes estarían bajo la competencia de la administración regional. En diciembre de 1868, en todos los distritos gubernamentales los daimyatos y prefecturas debían hacer reportes exactos sobre todos los santuarios y su administración, siguiendo los estándares del Engishiki; estos reportes exhaustivos serían elaborados hasta 1870. A mediados de 1869, el Jingikan obtendría una jerarquía gubernamental de alto nivel dentro del Consejo de Estado.
También en 1869, el Jingikan instituyó misioneros (宣教師 senkyōshi?) para la enseñanza del sintoísmo con el fin de «para reforzar la guía mental al pueblo, sobre la fundación del nuevo gobierno»; esta táctica tuvo la participación conjunta de los sacerdotes sintoístas y los gobernadores locales. En 1870 se emitió un Decreto Imperial, que anunciaba las ‘grandes enseñanzas’ (大教 Taikyō?). Fue visto como una razón para difundir masivamente propaganda sintoísta sobre las ciudades y algunas áreas rurales, y se le dio primacía a los seguidores del sintoísmo Hirata.

### El Emperador, la sincronización y la nacionalización

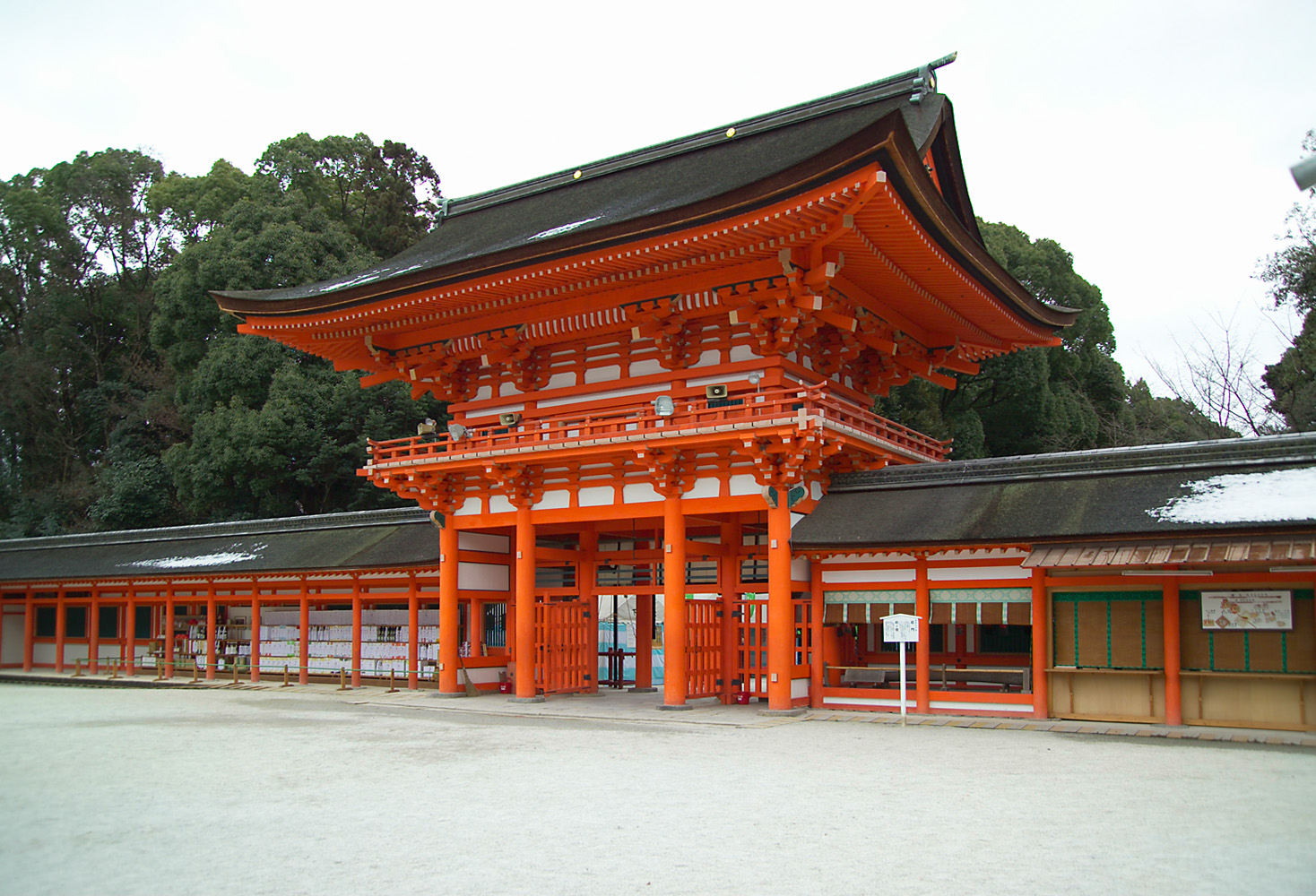
Puerta del Santuario Shimogamo, subordinado al Santuario Kamo.

Dentro del movimiento de la Restauración, el Emperador (Tennō) tuvo un inmenso significado dentro del culto del sintoísmo estatal. Anterior a la Restauración, la admiración de los santuarios en el país era hecho de manera usual por los mensajeros imperiales, mientras que el Emperador Meiji visitaba personalmente el Santuario Kamo en Kioto, antes de trasladar su residencia a Tokio. Cuando se mudó, visitó directamente el Sanutario Hikawa y en 1869 fue el primer Emperador que visitó el Santuario de Ise.
Al mismo tiempo se inició la sincronización política de los templos y santuarios, análogo al Gleichschaltung de la Alemania nazi. El 19 de febrero de 1869, el derecho de asignar o dimitir a los oficiales de villas y la competencia de los registros religiosos fueron retirados de los santuarios y templos y fueron transferidos al daimyato. En cambio, la propiedad permanecía inalterada, recibiendo un presupuesto con la recaudación de impuestos por parte del gobierno feudal.
Sin embargo, el 23 de febrero de 1871, la transmisión de los derechos de propiedades fue traspasada de los templos y santuarios al Estado (con excepción del área directa del santuario o templo, que aún retenían ese derecho). El financiamiento futuro de los santuarios se haría a modo de subsidio con unidades de arroz.
Hacia 1871 fue legalizada la abolición del carácter hereditario del sacerdocio, con la excusa que la ejecución de los ritos sintoístas no debía reservarse a familias individuales, y que debía ser un rito del Estado (Kokka no Sōshi). Con esto el prelado de los santuarios sintoístas estaría subordinado completamente a las agencias gubernamentales locales, prefecturales y nacionales.
En este mismo año, se estableció un sistema de graduación de los santuarios, llamado Kindai Shaku Seidō (近代社格制度?   ‘Sistema moderno de estatus de los santuarios’) en un esquema piramidal, teniendo al Santuario de Ise en la cima del sistema. Todos los santuarios, teniendo a los santuarios de villa en la base del sistema, serían aglutinados jerárquicamente por primera vez. El sistema se dividió de la siguiente manera:
- Kansha (官社?   santuario del gobierno central): santuarios en los que se hacían ofrecimientos oficiales durante las festividades de Kinensai y Niinamesai. Abarcó un total de 198 santuarios y fue dividido en dos grandes grupos:
  - Kanpeisha (官幣社?   santuario gubernamental o santuario imperial): santuarios venerados por el Jingikan y subdivididos en tres clases:
    - Kanpei Taisha (官幣大社?   gran santuario gubernamental), conformado por 67 santuarios;
    - Kanpei Chūsha (官幣中社?   medio santuario gubernamental), conformado por 23 santuarios;
    - Kanpei Shōsha (官幣小社?   pequeño santuario gubernamental), conformado por 5 santuarios;

  - Kokuheisha (国幣社?   santuario nacional): santuarios venerados por las autoridades locales y subdivididos en tres clases:
    - Kokuhei Taisha (国幣大社?   gran santuario nacional), conformado por 6 santuarios;
    - Kokuhei Chūsha (国幣中社?   medio santuario nacional), conformado por 47 santuarios;
    - Kokuhei Shōsha (国幣小社?   pequeño santuario nacional), conformado por 50 santuarios;
- Shōsha (諸社?   otros santuarios) o Minsha (民社?   santuarios populares)
  - Fukensha (府県社?   santuarios prefecturales);
  - Hansha (藩社?   santuario del daimyato), esta categoría fue eliminada tras la abolición de los han y sustituida por los Fukensha;
  - Gōsha (郷社?   santuario regional), santuarios de rango administrativo variable, podían abarcar una ciudad o una prefectura;
  - Sonsha (村社?   santuario de villa), subordinados a los Gōsha;
  - Mukakusha (無格社?   santuario sin rango), legalmente se referían a los santuarios que no eran aptos para ser Sonsha; no obstante, esta categoría incluía una gran cantidad de santuarios en los que se hacía de manera indiferente las ofrendas y hacia 1880 existían 60 436 santuarios en esta categoría.

La jerarquía entre los santuarios era diferente a la clasificación; en el caso de los Kansha, todos eran financiados de manera completa por las agencias gubernamentales centrales. La distinción entre los Kanpeisha y los Kokuheisha sólo era nominal. La única diferencia consistía en que las celebraciones realizadas en los Kanpeisha eran responsabilidad del Jingikan, mientras que en los Kokuheisha era responsabilidad de las autoridades regionales. Si un santuario deseaba ser admitido en el rango principal de Kansha debía cubrir los criterios mencionados en el Engishiki, así como los de la colección de las seis crónicas históricas nacionales (Rikkokushi), escritas en los siglos VIII y IX.
Los Shōsha estaban subordinados totalmente a las autoridades regionales. Los Gōsha eran dedicados de manera inicial a las deidades locales (por ejemplo, el Ujigami ubusunagami), pero luego fueron redefinidos como subsidiarias regionales que abarcarían hasta 1000 villas; si en una región existían varios santuarios que podían aplicar al rango de Gōsha, el santuario más apto era elegido como tal, mientras que las restantes eran sus subordinados. Estos santuarios restantes se convirtieron posteriormente en una clase independiente, los Sonsha.
Adicionalmente, el 4 de junio de 1872 se estableció una clase especial llamada Bekkaku Kanpeisha (別格官幣社?   santuario especial gubernamental), y le fue asignada al Santuario Minatogawa. Este rango se creó tomando algunos santuarios que no podían ser promovidos directamente como Kanpei Shōsha o Kokuhei Shōsha, como una forma de recompensar a los santuarios que promovían exitosamente la difusión del sintoísmo estatal, sin embargo, estaban subordinados a los Kanpei Shōsha. Dentro de esta categoría fueron agregados 28 santuarios, entre los que se destaca el Tokyo Shōkonsha, donde el 4 de junio de 1879 fue promovido como el Santuario Yasukuni.
Así la disposición jerárquica quedó de la siguiente manera (de mayor a menor):
- Kansha: Kanpei Taisha → Kokuhei Taisha → Kanpei Chūsha → Kokuhei Chūsha → Kanpei Shōsha → Kokuhei Shōsha → Bekkaku Kanpeisha
- Shōsha: Fukensha = Hansha → Gōsha → Sonsha → Mukakusha

El Santuario de Ise, por sus características especiales como lugar más sagrado del sintoísmo, se encontraba en un rango especial y único, ubicándose más arriba del sistema jerárquico.

### ElTaikyō: las grandes enseñanzas

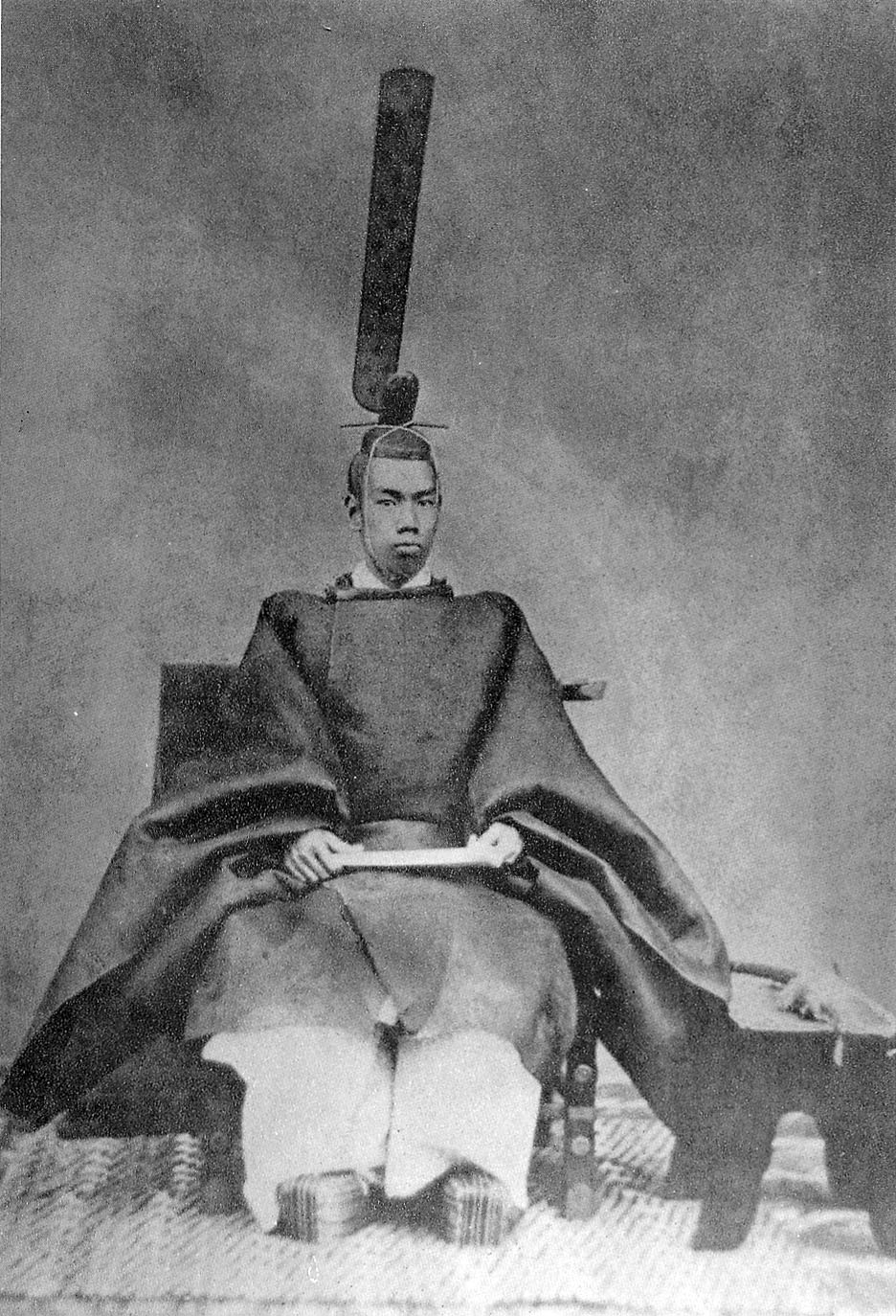
El Emperador Meiji, ataviado como Sumo Sacerdote sintoísta (1873).

En 1872 la política religiosa de Japón cambió sustancialmente. Con la abolición del Ministerio Sintoísta (Jingishō) en marzo de 1872, por vez primera todas las comunidades religiosas de Japón, con excepción del cristianismo, estarían aglutinadas en una institución central del gobierno y subordinadas con el establecimiento del Ministerio de Religión (Kyōbushō). Al mismo tiempo, la institución propagandística fue transferida de los misioneros sintoístas a nuevos «maestros de ética» (Kyōdōshoku), en la que también los monjes budistas podían participar en la difusión de la ética de «las grandes enseñanzas». Con la integración de monjes budistas influyentes en el proceso, esperaban (aunque de manera infructuosa) un adoctrinamiento en las áreas rurales de Japón, cuyos habitantes tenían una tradición religiosa predominantemente budista. También permitieron que otras comunidades religiosas participaran en la difusión de dicha ética con el objetivo de integrar las diversas fuerzas religiosas del país a través de la promoción de una ideología nacional.
La condición básica para el reconocimiento por parte de los maestros de ética era la atención obligatoria proveniente del Ministerio de Religión que formulaba tres requerimientos de entrenamiento (Sanjō Kyōken) para «las grandes enseñanzas»:
1. Reconocimiento con el espíritu de admiración hacia los kami y amor al emperador;
2. Clarificación del principio celestial y de la vía humana;
3. Adoración al emperador y obediencia a la Casa Imperial

El contexto actual de los requerimientos de «las grandes enseñanzas» es bastante vago. La interpretación exacta de cada uno de ellos se le dejaba al criterio individual de cada maestro de ética. En su mayoría, se orientaban a ideales confucionistas, a la educación cívica del pueblo japonés, a pagar puntualmente sus impuestos, enviar a sus hijos a las escuelas, aceptar de manera conforme el servicio militar, sumado a costumbres muy supersticiosas promovidas por el gobierno, tales como el uso del calendario tradicional lunar japonés (véase calendario japonés). Al mismo tiempo fue publicitada la práctica de rituales sintoístas.
Los sumos sacerdotes del Santuario de Ise fueron usados en primera instancia como maestros de ética, sin embargo en muchas regiones los monjes budistas, antiguos daimyō y otros miembros de la antigua aristocracia eran los principales responsables del adoctrinamiento de la población. Sistemáticamente, en cualquier lugar del país se establecieron lugares de adoctrinamiento. Existieron alrededor de 100 000 establecimientos en los que los más pequeños se ubicaban en residencias privadas, operados por el gobierno para promover un nuevo imperio japonés basado en estas enseñanzas.
Es por ello que, desde una perspectiva legal, el sintoísmo estatal no era considerado propiamente como una religión y más bien el Ministerio de Religión estaba encargado de la instrucción moral más que una enseñanza religiosa.
Este principio, sin embargo, fracasó. Las enseñanzas budistas no se complementaban con la doctrina nacional y comenzaron a surgir ideas budistas independientes que poco a poco se iban alejando de la propaganda nacional, algo que no era deseado por el gobierno y que contradecía la idea de un gobierno con un único culto y una mancomunidad de fe popular. Representantes de otros países condenaron la injerencia directa del Estado sobre la libertad de religión.
Es así, que desde mayo de 1875 la labor de los maestros de ética fue suspendida y la institución que lo respaldaba, el daikyōin fue disuelta suprimiendo totalmente la facción budista. Se reorganizó en una institución semi-estatal conocido como el Secretariado Sintoísta (神道事務局 Shintō Jimukyoku?) y fue un punto de empalme del sintoísmo que no estaba organizado sobre los santuarios. Las sectas sintoístas se volvieron independientes entre 1876 y 1882, y se separaron del Secretariado Sintoísta; pero en 1886 se instituyó el Secretariado de Sectas Independientes (神道本局 Shintō Honkyoku?) o Shintō Taikyō (神道大教). Sin embargo, ya no se realizaría la promoción de enseñanzas, pero el culto se centralizaría en torno al sintoísmo estatal.

### La secularización de los templos y la Constitución Meiji

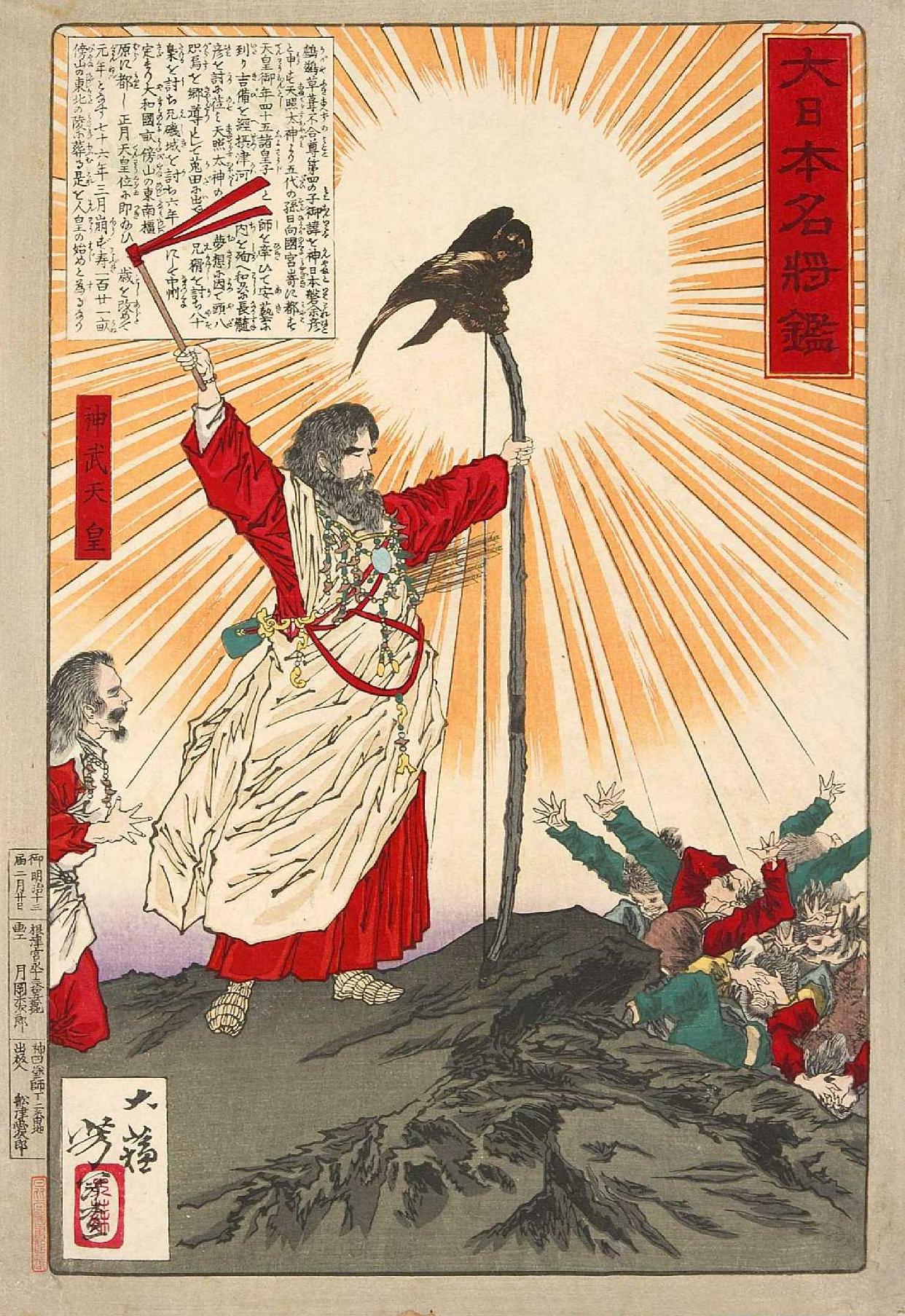
Grabado de la era Meiji del legendario Emperador Jinmu, primer Emperador de Japón y descendiente de Amaterasu, deidad del Sol. Durante la institución del sintoísmo estatal en la era Meiji se consideraba que tanto la mitología japonesa y la descendencia del Emperador Meiji remontándose al Emperador Jinmu y a la diosa Amaterasu eran hechos históricos veraces e indiscutibles.

Con la abolición del Ministerio de Religión en enero de 1877, se estableció la nueva Autoridad de Santuarios y Templos dentro del Ministerio del Interior (Shajikyoku). A pesar de que se integró a dicho ministerio, esta autoridad mantuvo la competencia sobre las cuestiones religiosas (y por vez primera sobre el cristianismo) hasta el año 1900.
Los objetivos de la Autoridad de Santuarios y Templos se especificaron en una regulación de 1878 y entre otras cosas destacaban:
- «El establecimiento de santuarios y templos» (§ 1)
- «El establecimiento de sectas o su prohibición, así como las segregaciones, uniones y reformas de las sectas y los cambios de designaciones de sectas» (§ 7)
- «Decisión de disputas en la enseñanza de fe» (§ 14)

Hacia 1882 se les prohibió oficialmente a los sacerdotes sintoístas y a las autoridades de los templos la función de maestros de ética (en 1884 finalmente se abolió de manera formal la institución de maestros de ética como tal), así como la ejecución de ceremonias funerarias. A comienzos de mayo de 1882 fue emitido un decreto, que instruía el registro de todas las sectas sintoístas como organizaciones independientes añadiéndosele el nombre kyōha (secta) en vez del registro usual de los santuarios reconocidos por el Estado (jinja). Estas sectas fueron clasificadas como comunidades religiosas independientes. Sus lugares de culto ya no serían designados como santuarios (jinja), y a cambio recibirían la designación de kyōkai (base de entrenamiento).
En 1889 se promulgó la Constitución Meiji. En el Artículo 28 se garantizaba la libertad de culto, con condiciones, de la siguiente manera:

Los ciudadanos japoneses tendrán, dentro de los límites de no perjudicar la paz y el orden, y de no ser hostiles a sus deberes como ciudadanos, el disfrute de la libertad de creencia religiosa

El sintoísmo no tuvo una mención especial en la constitución. Hermann Roesler, uno de los consejeros más importantes en la redacción de la Constitución comentó que la forma en que fue elaborado el artículo 28, dejaba abierta la posibilidad de un mecanismo de religión de Estado, usando al sintoísmo como vehículo. El artículo 28, a diferencia de otros artículos, no tenía determinación legal y delimitación de su contenido. Implícitamente el sintoísmo estatal tenía una posición privilegiada, ya que los otros grupos religiosos debían recibir el apoyo del gobierno previo escrutinio de sus doctrinas y rituales.
Con respecto al Emperador, sólo en dos artículos se menciona una relación indirecta con el sintoísmo estatal, en el Artículo 1 y en el Artículo 3, sin embargo, en la Constitución tanto el origen divino y sagrado del Emperador y sus antecesores no está justificado:

El Imperio del Japón será regido y gobernado por una línea de Emperadores ininterrumpida a través de los siglos.(§ 1)

El Emperador es sagrado e inviolable.(§ 3)
 

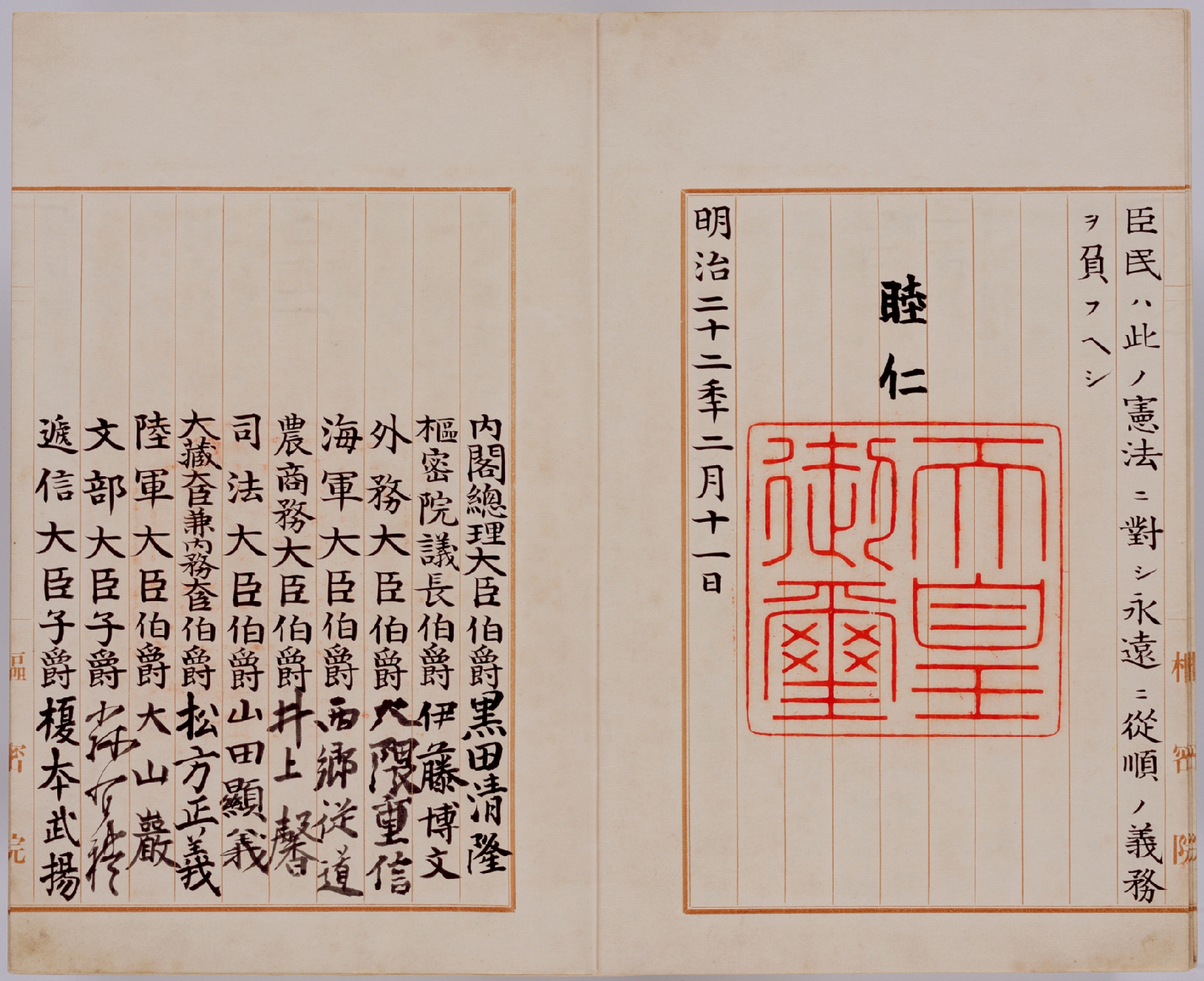
Tercera página de la Constitución Meiji, que muestra las Palabras del Emperador, la Firma y el Sello Imperial.

El 30 de octubre de 1890, con la promulgación del Edicto Imperial de Educación, se apeló al carácter confucionista hacia los ciudadanos con valores básicos sociales honorables que existían desde tiempos antiguos a la nación japonesa, tales como reverencia hacia los padres, las virtudes opuestas entre hermanos y hermanas y la confianza entre las amistades, al mismo tiempo se complementaban cuestiones modernas tales como la adhesión a las leyes y la buena disposición en relación con el Estado con la conservación del trono imperial. Estos requerimientos atribuían la divinidad a todos los ancestros imperiales y su validez infalible, consagrados en la Constitución Meiji; entre ellos recitar un juramento de «ofrecernos valientemente al Estado» y proteger a la Familia Imperial. También la práctica de adoración al Emperador como ‘deidad viviente’ o arahitogami (現人神?) se expandió rápidamente con la distribución de retratos imperiales para la veneración esotérica. Estas prácticas tuvieron como fin fortificar la solidaridad nacional a través de un patriotismo centrado en la observancia de los santuarios, con tintes de introversión cultural y misticismo en el nacionalismo japonés. El origen legendario de las costumbres postulados y la obediencia sumisa fue conocida como ‘Esencia del carácter fundamental de nuestro reino’ (国体の精華 Kokutai no Seika?).
Hay que considerar que el dogma del Emperador tratado como «deidad entre los hombres» tenía una naturaleza no religiosa dentro del sintoísmo estatal, tema que ha causado discrepancias sobre el tratamiento de si realmente el sintoísmo estatal es una religión. El gobierno consideró que la admiración al Emperador no era propiamente una «acción religiosa» sino una «obligación cívica designada», a pesar de que esto se hacía dentro del contexto de los ritos sintoístas. Con la aceptación predominante de la admiración del Emperador, era interpretado como una especie de culto familiar extendido, en donde el Emperador y su familia tenían linaje divino, y que el Emperador era visto como un padre para el pueblo japonés. Este culto fue el sintoísmo «no religioso», en donde cada japonés debía obedecer y que debía acudir a los santuarios para participar en las ceremonias. Por lo tanto, era posible promover un culto de Estado con una admiración religiosa que no contradijera la «libertad de culto» garantizada por el Artículo 28 la Constitución.
En 1891, todos los sacerdotes sintoístas que estaban bajo el control disciplinario del gobierno fueron nombrados como servidores públicos civiles. En 1899 se emitió una instrucción de la Autoridad de Santuarios en la que se prohibía la educación religiosa en escuelas públicas y privadas. Sin embargo, la instrucción moral que se enseñaba en los santuarios sintoístas se mantuvo en las escuelas, ya que no era estrictamente una conversión.
En abril de 1900 se da la abolición de la Autoridad de Santuarios y Templos y se establecen dos nuevas autoridades dentro del Ministerio del Interior: La Autoridad de Santuarios (Jinjakyoku) y la Autoridad de Religión (Shūkyōkyoku). La Orden Imperial N.º 136 del 26 de abril dividió a los santuarios y el ‘sintoísmo de santuario’ (神社神道 Jinja Shintō?) dentro del Departamento de Tareas de la Autoridad de Santuarios, y «todos los asuntos relacionados con la religión» al Departamento de Tareas de la Autoridad de Religión. El «sintoísmo de santuario» fue nombrado por el gobierno desde ese momento hasta el final de la Segunda Guerra Mundial como un «culto puramente nacional».
En 1911 se emitió un decreto del Ministerio de Educación en el que los estudiantes debían visitar de manera regular los santuarios. Estas obligaciones se justificaban con la participación de los ciudadanos en los ritos nacionales según el Artículo 28 de la Constitución, cuya definición era inexacta ya que esta medida daba obligaciones civiles y una limitación en la libertad de culto con el fin de buscar el «orden y la paz», consagrados en el artículo.

### Situación en las colonias

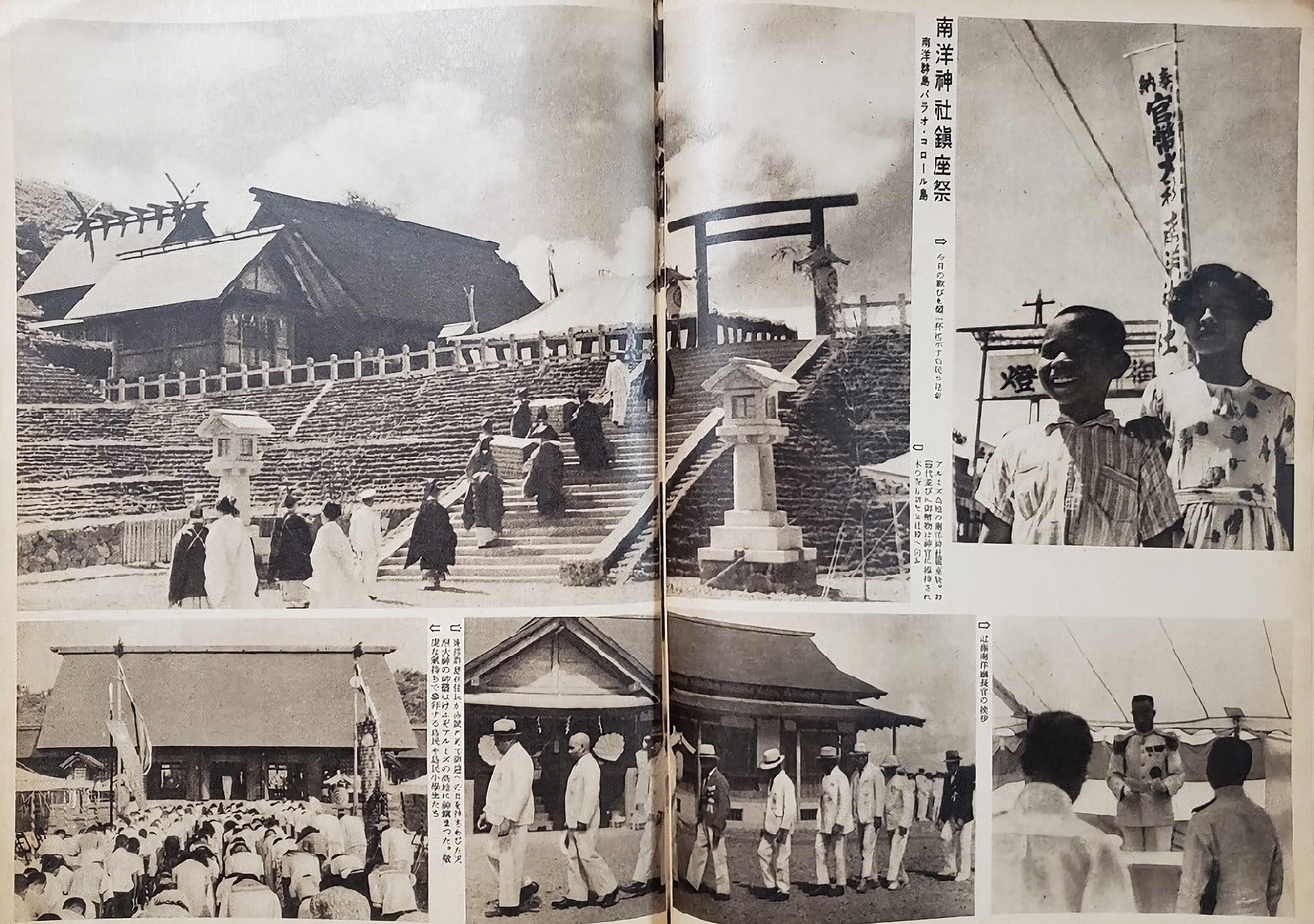
Ceremonia sintoísta realizada en el Santuario Nan’yō, ubicada en la isla de Koror, actual Palaos.

En las colonias japonesas de ultramar de Taiwán, Chōsen (actual Corea), Kwantung y las Islas del Mar del Sur (a partir de la era Taishō) se promovió la construcción de santuarios por parte de los gobernantes coloniales de dichos territorios, y que originalmente fueron orientados para los residentes japoneses de esas áreas. Sin embargo, con la aprobación de los gobernantes coloniales, se inició posteriormente con un proceso de conversión religiosa sobre los habitantes aborígenes, santificando al Emperador Meiji y a Amaterasu, como un proceso de asimilación con el fin de frenar la influencia cultural y religiosa occidental en la región que llegaba a través de los misioneros cristianos.
Entre los principales santuarios construidos en las colonias se encontraban el Santuario Chōsen (en Seúl), el Gran Santuario de Taiwán (en Taipéi), el Santuario Nan'yō (en Koror, Palaos), el Santuario Kantō (en Kwantung), el Santuario Karafuto (antes de la anexión de Karafuto como parte de Japón en 1943), entre otros. Luego de la derrota japonesa en la Segunda Guerra Mundial, en donde Japón renunció a sus colonias, todos los santuarios con excepción de algunas ubicadas en Palaos, fueron desmanteladas o reconvertidas en otros templos religiosos no sintoístas.

## Después de la era Meiji

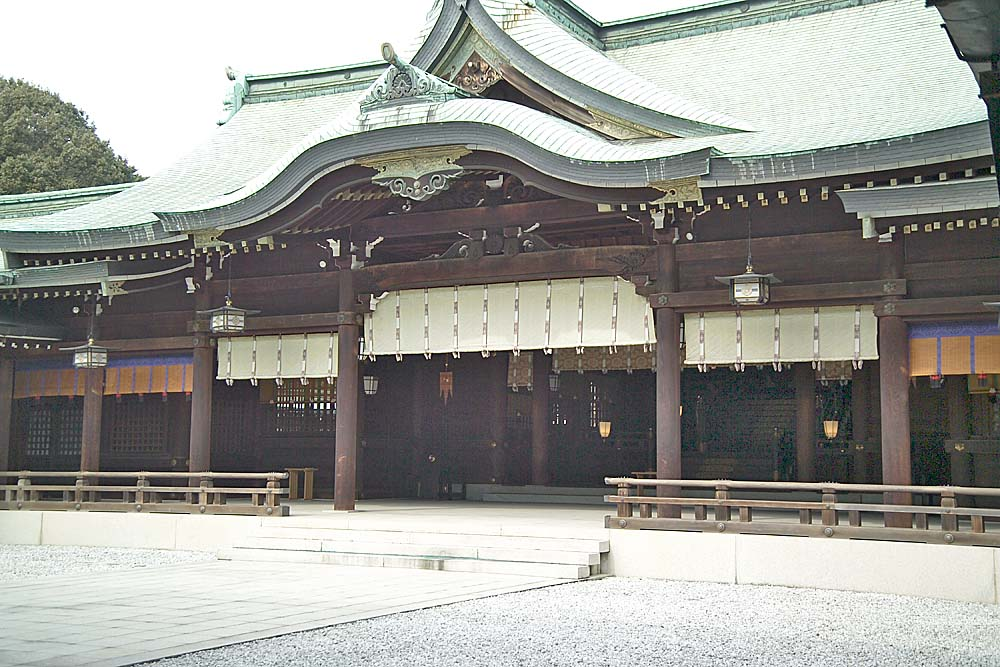
Santuario Meiji, ícono del sintoísmo estatal, fundado entre 1912 y 1920.

### En la era Taishō
Durante la era Taishō no se hicieron cambios sustanciales en el sintoísmo estatal, sin embargo, se cuestiona por primera vez la definición exacta de la naturaleza del sintoísmo de santuario.
En 1913, la Autoridad de Religión sería transferida del Ministerio del Interior al Ministerio de Educación y permanecería hasta 1942.
En 1926 se creó el Comité para la Investigación del Sistema Religioso (宗教制度調査会 shūkyō seido chōsakai?). Este ente aclararía la relación de los santuarios con la religión, con el fin de recabar información para planificar una nueva ley de religión. Sin embargo, el comité no pudo obtener resultados satisfactorios y en 1927, el borrador de la nueva ley fue rechazado por el parlamento japonés.

### En la era Shōwa (preguerra)

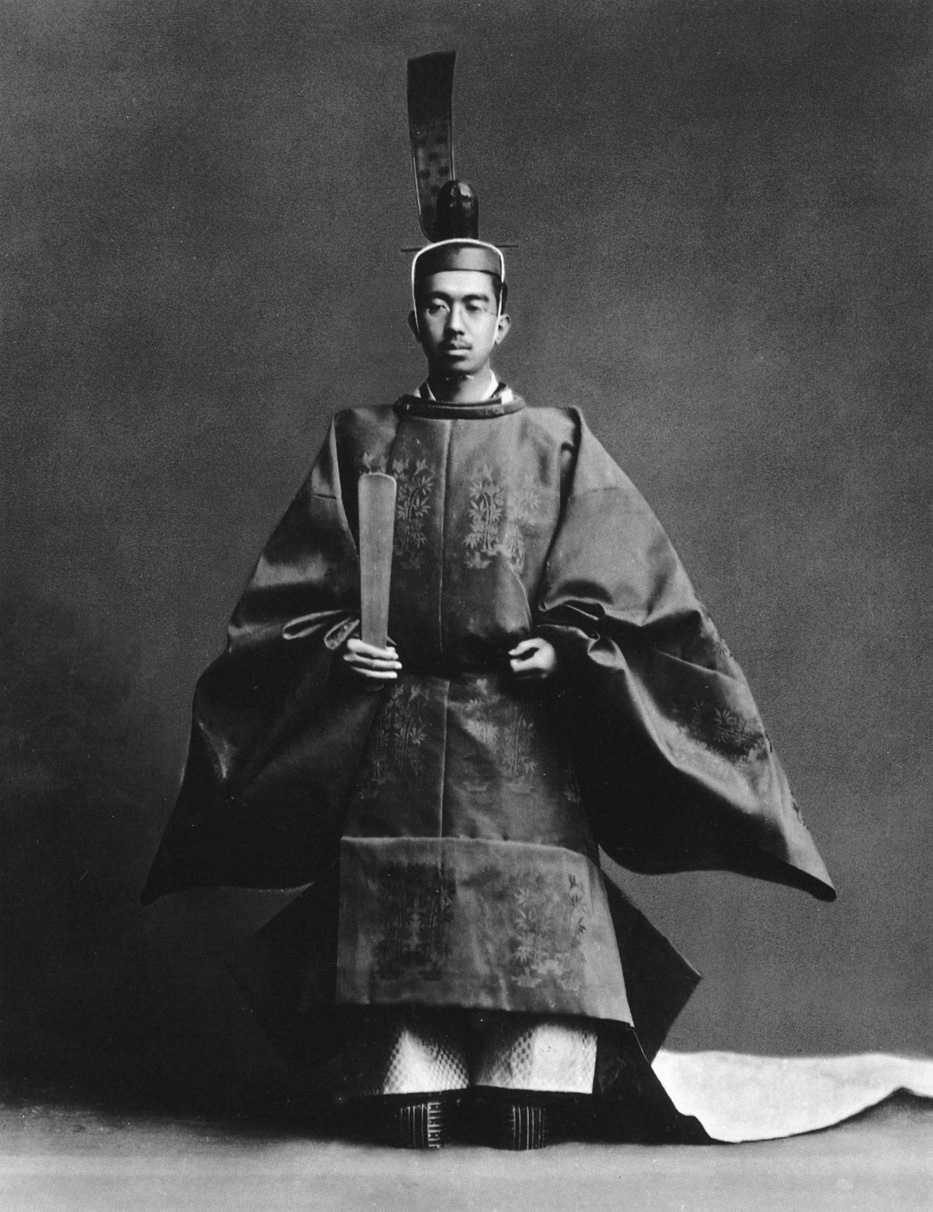
El Emperador Shōwa (Hirohito) vestido como sumo sacerdote del sintoísmo estatal (1926).

Hacia 1929 se estableció el Comité para la Investigación del Sistema de Santuarios (神社制度調査会 Jinja seido chōsakai?) que realizaría una clarificación legal que separaría en teoría la complicada relación entre el sintoísmo de santuario y la religión, mediante una ley de santuarios. El nuevo comité, a pesar de realizar extensas y detalladas investigaciones y debates, no tuvo resultado hasta el fin de la guerra.
En 1935 se compiló un nuevo borrador para una Ley sobre Comunidades Religiosas (宗教団体法 Shūkyō dantai hō?) que fue aprobado el 8 de abril de 1939 y el 1 de abril de 1940 entró en vigor el Decreto Imperial (勅令 chokurei?) N.º 855 de diciembre de 1939. Estos representaron un compromiso de amplios debates previos promovidos por políticos ultranacionalistas, inspirados por el borrador rechazado en 1929. El primer artículo de la ley, que definía sus objetivos, no hacía mención al sintoísmo de santuario:

§1 En esta ley, como «comunidades religiosas» se denominan a las sectas sintoístas (kyōha), las denominaciones budistas (shūha), al cristianismo y otras organizaciones religiosas (kyōdan) así como en los templos e iglesias designadas.

Las críticas provenientes de otros grupos religiosos en Japón guardaron silencio con el comienzo de la guerra del Pacífico en 1937. Posteriormente con la declaración de guerra de Japón en contra los Estados Unidos y el Imperio Británico el 7 de diciembre de 1941, se celebraría el aniversario de la declaración en todos los santuarios de Japón con importantes ceremonias, en donde esperaban que al menos un representante de cada familia japonesa asistiera a estas fiestas. Estas fiestas tendrían un tinte militarista y figuras notables del gobierno como Kuniaki Koiso, Heisuke Yanagawa, Kiichirō Hiranuma y el Príncipe Kan'in Kotohito participaron en ritos públicos a semejanza a las antiguas ceremonias para transmitir la idea de que el apoyo a la guerra era un deber sagrado.

### Desde la era Shōwa (posguerra)

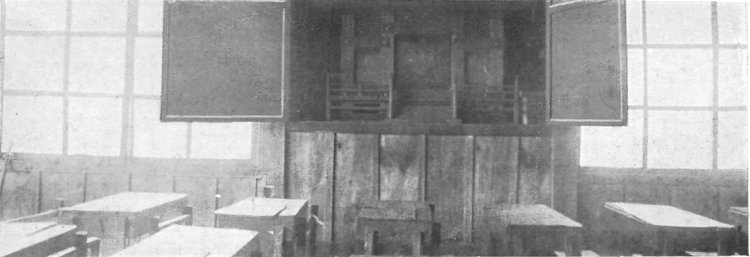
Los pequeños santuarios interiores (kamidana) ubicados en las escuelas fueron prohibidos luego del fin de la guerra. Este pequeño santuario muestra un retrato del emperador.

La rendición incondicional de Japón el 15 de agosto de 1945, dio por terminada a la Segunda Guerra Mundial. El poder aliado de ocupación en Japón estuvo representado por el Comandante Supremo de las Fuerzas Aliadas. La declaración de Potsdam del 26 de julio, obligó al gobierno japonés a eliminar todos los obstáculos para revitalizar y estabilizar la vía democrática en el pueblo japonés. Entre estas condiciones estaban la libertad de expresión y la libertad de pensamiento y religión, como parte de los derechos humanos fundamentales.
En ese sentido, el Comandante Supremo de las Fuerzas Aliadas promulgó la directiva del 15 de diciembre de 1945 en la que abolía los grupos de trabajo, el apoyo, control y expansión del sintoísmo estatal, sacándola de la esfera gubernamental (Directiva de la Abolición del Patrocinio Gubernamental, Apoyo, Perpetuación, Control y Diseminación del Sintoísmo Estatal), también conocida en Japón simplemente como la Directiva Sintoísta (神道指令 Shintō Shirei?). El principal objetivo de la directiva en el gobierno japonés era la completa separación de la religión y el Estado tanto económicamente como políticamente. Adicionalmente, prohibía el abuso de la religión, en especial con el sintoísmo, para imponer ideologías militaristas y ultranacionalistas.
El patrocinio a los santuarios con los fondos públicos era prohibido por la directiva, y también fue suprimida la doctrina sintoísta de los libros escolares. Estos cambios fueron causa parcial de la controversia sobre los contenidos de los libros de texto escolares y su regulación por el Estado japonés.
También se abolió la Ley sobre Organizaciones Religiosas y el concepto de «comunidades religiosas» y fue reemplazado con un nuevo Decreto sobre Corporaciones Religiosas (宗教法人令 Shūkyō Hōjinrei?) implementada el 28 de diciembre de 1945 como el Decreto Imperial N.º 719, en la que por primera vez el sintoísmo de santuario estuvo al mismo nivel legal que las demás organizaciones religiosas, y además se le daba garantías para la creación y registro de las corporaciones religiosas. En 1951, este edicto fue reemplazado por la Ley sobre Corporaciones Religiosas (宗教法人法 Shūkyō Hōjinhō?).
Todas las oficinas administrativas religiosas controladas por instituciones del gobierno fueron abolidas hacia marzo de 1946. Previamente, el 23 de enero, 80 000 de 100 000 santuarios registrados en el país se organizaron bajo una organización privada llamada Jinja Honchō (神社本庁?   Asociación de Santuarios Sintoístas).
Con la nueva Constitución de Japón, que entró en vigor el 3 de mayo de 1947, en el Artículo 20 se garantizó la libertad de culto, al mismo tiempo se prohibió dar privilegios a las organizaciones religiosas por parte del Estado y ninguna persona sería obligada a participar en actividades religiosas:

Se garantiza a todas las personas la libertad de religión. Ninguna organización religiosa recibirá privilegios del Estado, ni ejercerá ningún tipo de autoridad política.
Nadie podrá ser obligado a participar en ningún tipo de actos, celebraciones, ritos o prácticas de carácter religioso.

Adicionalmente, el Artículo 89 de la Constitución prohíbe cualquier apoyo financiero del gobierno para el beneficio de las instituciones o asociaciones religiosas:

No se gastará o asignará ninguna cantidad de dinero u otro tipo de bienes públicos para el uso, beneficio o mantenimiento de instituciones o asociaciones religiosas, ni para entidades caritativas, educativas o benéficas que no se hallen bajo el control de los poderes públicos.

El Artículo 89, en las décadas posteriores, ha sido objeto de discusiones e interpretaciones legales y políticas. Uno de los más importantes fue el litigio sobre el Jichinsai de Tsu ocurrido en 1977, y en que la Corte Suprema de Japón aceptó la constitucionalidad de la donación de las autoridades de la ciudad de Tsu para la realización de la ceremonia sintoísta de la purificación de la tierra o Jichinsai (地鎮祭?), previa a la construcción de unos edificios públicos de la ciudad, generando discusiones sobre si la ceremonia era una práctica religiosa o una costumbre secular.  En 1993, la Corte Suprema recibió otro caso sobre el apoyo financiero de las autoridades de la ciudad de Minō al rito sintoísta de pacificación o Ireisai (慰霊祭?) en un memorial, declarado también como constitucional, generando debates sobre la religiosidad de los memoriales y los ritos de pacificación.

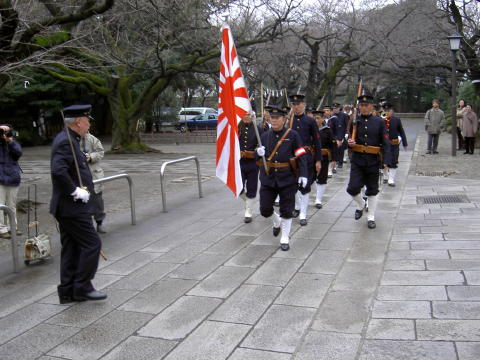
Veteranos japoneses en el Santuario Yasukuni (11 de febrero de 2003).

Aún a pesar de estas medidas, las profundas raíces de las religiones en Japón dentro de la cultura y la sociedad no pueden generar una separación absoluta del Estado y la religión, y ha generado una polémica de parte de varias organizaciones religiosas. Una de las controversias más conocidas es la recordación del Santuario Yasukuni (靖国神社 Yasukuni-jinja?) por parte del primer ministro y su gabinete, en donde aún se le rinde admiración a todos los japoneses muertos en combate; estas visitas causan el repudio en China y Corea por ser víctimas de la ocupación colonial japonesa. También existe otra controversia sobre la presencia implícita de ideas nacionalistas como el Kokutai o esencia de la nación, el Shinkoku (神国?   literalmente ‘dios-país’) en donde Japón es visto como un kami o el Kannagara no michi (惟神の道?   literalmente ‘camino de la unidad divina’) una concepción mística del Emperador descrito desde tiempos antiguos y mencionado por el primer ministro Yoshirō Mori en 2000. También el apoyo estatal a los ritos sintoístas relacionados con la sucesión imperial y la presencia actual de la institución del Emperador, visto como «símbolo del Estado» según el Artículo 1 de la Constitución de Japón genera debates sobre intelectuales japoneses y extranjeros.

## Instituciones
La siguiente tabla muestra la evolución de las instituciones gubernamentales japonesas desde la Restauración Meiji hasta el presente, y la competencia que abarcaba a los diversos grupos religiosos en Japón resaltados con las celdas grises.
| Grupos religiosos que estaban subordinados a su competencia  | Grupos religiosos que estaban subordinados a su competencia                                      | Grupos religiosos que estaban subordinados a su competencia | Grupos religiosos que estaban subordinados a su competencia | Grupos religiosos que estaban subordinados a su competencia |           |         |              |       |
| Nombre japonés                                               | Traducción al español                                                                            | Establecimiento                                             | Abolición                                                   | Santuarios                                                  | Sectas(1) | Budismo | Cristianismo | Otros |
| ------------------------------------------------------------ | ------------------------------------------------------------------------------------------------ | ----------------------------------------------------------- | ----------------------------------------------------------- | ----------------------------------------------------------- | --------- | ------- | ------------ | ----- |
| Jingijimuka (神祇事務科)                                     | Departamento de Asuntos Sintoístas                                                               | Enero 1868                                                  | Febrero 1868                                                |                                                             |           |         |              |       |
| Jingijimukyoku (神祇事務局)                                  | Secretariado de Asuntos Sintoístas                                                               | Febrero 1868                                                | Abril 1868                                                  |                                                             |           |         |              |       |
| Jingikan (神祇官)                                            | Comisión Sintoísta                                                                               | Abril 1868                                                  | Agosto 1871                                                 |                                                             |           |         |              |       |
| Minbushō shajigakari (民部省社寺掛)                          | Ministerio de Asuntos Civiles, Departamento de Santuarios y Templos(2)                           | Julio 1870                                                  | Octubre 1870                                                |                                                             |           |         |              |       |
| Minbushō jiinryō (民部省寺院寮)                              | Ministerio de Asuntos Civiles, Autoridad de Templos                                              | Octubre 1870                                                | Julio 1871                                                  |                                                             |           |         |              |       |
| Ōkurasho kosekiryō shajika (大蔵省戸籍寮社寺課)              | Ministerio de Finanzas, Autoridad de Registros Censales, Departamento de Santuarios y Templos(3) | Julio 1871                                                  | Marzo 1872                                                  |                                                             |           |         |              |       |
| Jingishō (神祇省)                                            | Ministerio del Sintoísmo                                                                         | Agosto 1871                                                 | Marzo 1872                                                  |                                                             |           |         |              |       |
| Kyōbushō (教部省)                                            | Ministerio de Religión                                                                           | Marzo 1872                                                  | Enero 1877                                                  |                                                             |           |         |              |       |
| Naimushō shajikyoku (内務省社寺局)                           | Ministerio del Interior, Autoridad de Santuarios y Templos                                       | Enero 1877                                                  | Abril 1900                                                  |                                                             |           |         |              |       |
| Naimushō jinjakyoku (内務省神社局)                           | Ministerio del Interior, Autoridad de Santuarios                                                 | Abril 1900                                                  | Noviembre 1940                                              |                                                             |           |         |              |       |
| Naimushō shūkyōkyoku (内務省宗教局)                          | Ministerio del Interior, Autoridad de Religión                                                   | Abril 1900                                                  | Junio 1913                                                  |                                                             |           |         |              |       |
| Monbushō shūkyōkyoku (文部省宗教局)                          | Ministerio de Educación, Autoridad de Religión                                                   | Junio 1913                                                  | Noviembre 1942                                              |                                                             |           |         |              |       |
| Naimushō jingiin (内務省神祇院)                              | Ministerio del Interior, Comité de Santuarios                                                    | Noviembre 1940                                              | Febrero 1946                                                |                                                             |           |         |              |       |
| Monbushō kyōkakyoku shūkyōka (文部省教化局宗教課)            | Ministerio de Educación, Autoridad de Educación, Departamento de Religión                        | Febrero 1942                                                | Noviembre 1943                                              |                                                             |           |         |              |       |
| Monbushō kyōgakukyoku shūkyōka (文部省教学局宗教課)          | Ministerio de Educación, Autoridad de Asuntos Educativos, Departamento de Religión               | Noviembre 1943                                              | Octubre 1945                                                |                                                             |           |         |              |       |
| Monbushō shakaikyōikukyoku shūkyōka (文部省社会教育局宗教課) | Ministerio de Educación, Autoridad de Educación Social, Departamento de Religión                 | Octubre 1945                                                | Marzo 1946                                                  |                                                             |           |         |              |       |
| Monbudaijin kanbō shūmuka (文部大臣官房宗務課)               | Secretariado del Ministerio de Educación, Departamento de Asuntos Religiosos                     | Marzo 1946                                                  | Agosto 1952                                                 |                                                             |           |         |              |       |
| Monbushō chōsakyoku shūmuka (文部省調査宗務課)               | Autoridad de Investigación del Ministerio de Educación, Departamento de Asuntos Religiosos       | Agosto 1952                                                 |                                                             |                                                             |           |         |              |       |

### En japonés
- 村上重良『国家神道』岩波新書、1970年。
- 葦津珍彦『国家神道とは何だったのか』神社新報社、1987年。
- 安丸良夫・宮地正人『宗教と国家―日本近代思想大系第5巻』岩波書店、1998年。

### En inglés
- Agency for Cultural Affairs, Gregory J (1972). Japanese Religion, A Survey. Kodansha International. ISBN 0-87011-467-0.
- Antoni, Klaus (2002). Religion and National Identity in the Japanese Context. Hamburgo: Lit Verlag.
- Breen, John (2000). Shinto in History. RoutledgeCurzon. ISBN 0-7007-1172-4.
- Brooker, Paul (1991). The Faces of Fraternalism: Nazi Germany, Fascist Italy, and Imperial Japan. Oxford. ISBN 0-19-827319-3
- Creemers, Wilhelmus H. M. (1968). Shrine Shinto after World War II. E. J. Brill.
- Hall, John Whitney (1971). Japan From Prehistory to Modern Times. Charles Tuttle & Company.
- Hardacre, Helen (1991). Shinto and the State, 1868-1988. Princeton University Press. ISBN 0-691-02052-3.
- Holton, Daniel Clarence (1947). Modern Japan and Shinto Nationalism. Rev ed. Chicago, University of Chicago Press.
- Holton, Daniel Clarence (1984). The Political Philosophy of Modern Shinto: A Study of the State Religion of Japan. AMS Press. ISBN 0-404-15937-0.
- Kasza, Gregory J (1984). The State and the Mass Media in Japan, 1918-1945. University of California Press. ISBN 0-520-08273-7.
- Neary, Ian (2005). The State and Politics in Japan. Polity. ISBN 0-7456-2134-1.
- Tsunetsugu, Muraoka (1988). Studies in Shinto Thought. Greenwood Press. ISBN 0-313-26555-0

### En alemán
- Antoni, Klaus (1998). Shintō und die Konzeption des japanischen Nationalwesens (kokutai). Leiden: Brill.
- Fischer, Peter (2001). Versuche einer Wiederbelebung von Staatsreligion im heutigen Japan unter besonderer Berücksichtigung der Entwicklungsgeschichte des Staats-Shintō. In Peter Schalk (Hg.). Zwischen Säkularismus und Hierokratie. Studien zum Verhältnis von Religion und Staat in Süd- und Ostasien. Upsala: Acta Universitatis Upsaliensis, S. 209-247.
- Lokowandt, Ernst (1976). Die rechtliche Entwicklung des Staats-Shinto in der ersten Hälfte der Meiji-Zeit (1868-1890) . Bonn.
- Lokowandt, Ernst (1981). Zum Verhältnis von Staat und Shintô im heutigen Japan. Wiesbaden. ISBN 3-447-02094-6
- Masao, Maruyama (1988). Denken in Japan. Frankfurt/M.: Suhrkamp 1988. (Título original en japonés: Nihon no shisō, 1961)